# Баранов-Орел Сергій Анатолійович
Сергі́й Анато́лійович Бара́нов-Оре́л — солдат 79-ї окремої аеромобільної бригади Збройних Сил України, загинув в ході російсько-української війни.

## Життєпис
Закінчив Клесівську ЗОШ, був призваний до лав Збройних сил України. По строковій службі в армії працював на заводі Клесівського кар'єроуправління.
Мобілізований на початку серпня 2014-го. Снайпер, 79-а окрема аеромобільна бригада.
8 листопада 2014-го загинув під час ранішнього бою в аеропорту Донецька. При виставленні «секретів» поблизу нового термінала двоє десантників зазнали смертельних поранень — потрапили в засідку та вступили у вогневе протистояння з російськими бойовиками. Сергій помер від важкого поранення та втрати крові.
Вдома лишились мама, дружина та двоє маленьких дітей.
Похований у Клесові. На фасаді Клесівської ЗОШ в пам'ять про нього встановлено меморіальну дошку.

## Нагороди
За особисту мужність і героїзм, виявлені у захисті державного суверенітету та територіальної цілісності України, вірність військовій присязі під час російсько-української війни нагороджений
- орденом «За мужність» III ступеня (4.12.2014, посмертно)